# フライアー (潜水艦)

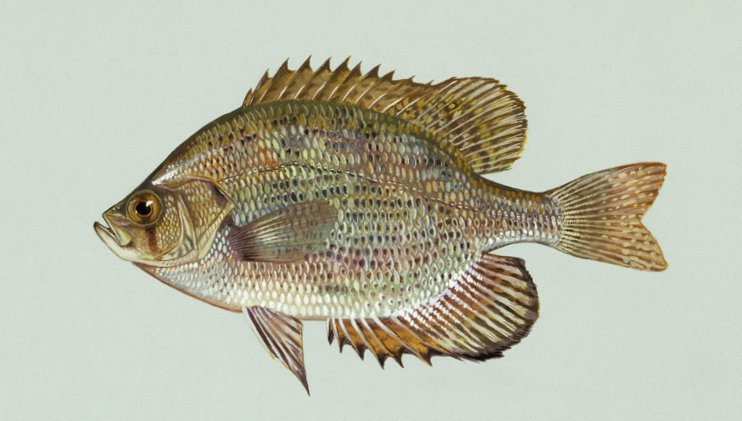
フライアー（Flier）

フライアー (USS Flier, SS-250) は、アメリカ海軍の潜水艦。ガトー級潜水艦の一隻。艦名はサンフィッシュ科の魚の一種、フライアーに因む。

## 艦歴
「フライアー」はコネチカット州グロトンのエレクトリック・ボート社で起工する。1943年7月11日にA・S・ピアース夫人によって進水し、艦長ジョン・D・クローリー少佐（アナポリス1931年組）の指揮下10月18日に就役する。就役後コネチカット州ニューロンドンを出航し12月20日に真珠湾に到着、最初の哨戒の準備を行う。
1944年1月12日、「フライアー」は最初の哨戒を実施すべく真珠湾を出航したが、1月16日、ミッドウェー島付近で悪天候が過ぎ去るのを待っている間にサンゴ礁に座礁してしまった。「フライアー」を救援すべく、潜水艦救難艦「マカウー」 (USS Macaw, ASR-11) が現場海域に向かったが、悪天候は「マカウー」にも牙を向き、「マカウー」も座礁してしまった。「フライアー」と「マカウー」は悪天候が収まるまでの6日間、座礁したまま放置されていた。悪天候が止み、ミッドウェー島で建設工事に使用されていたクレーン船と潜水艦救難艦「フローリカン」 (USS Florikan, ASR-9) が現場に駆けつけて「フライアー」を復旧させたが、結局「フライアー」は修理のためメア・アイランド海軍造船所に回航された。一方の「マカウー」の方は離礁に失敗し、2月12日から13日にかけて沈没した。修理を終えた「フライアー」は5月8日に真珠湾に戻った。

### 第1の哨戒 1944年5月 - 7月
5月21日、「フライアー」は改めて最初の哨戒でルソン島西部に向かった。6月4日、北緯22度37分 東経136度50分 / 北緯22.617度 東経136.833度の硫黄島西南西510キロの地点で、サイパン島から横須賀に向かっていた第4530船団を発見し、攻撃態勢に入った。各々2隻の目標に3本の魚雷を発射し、特設運送船「白山丸」（日本郵船、10,380トン）に2本命中させて撃沈した。その後、哨戒海域に到達した「フライアー」は、6月13日に北緯15度57分 東経119度42分 / 北緯15.950度 東経119.700度のルソン島カイマン岬西北西7.5kmの地点で、少なくとも6隻の護衛艦艇に守られた11隻の輸送船及びタンカーから成るミ05船団を発見した。15時55分、10,000トン級タンカーに向けて魚雷を4本発射。うち1本がタンカー「まりふ丸」（三菱汽船、5,145トン）の左舷油槽に命中し大破させた。「フライアー」は、最終的に船団にどのような損害を与えたか確認する前に、護衛艦の対潜攻撃で激しい攻撃を受けることとなった。6月22日夜には北緯12度50分 東経120度40分 / 北緯12.833度 東経120.667度のミンドロ島沖で輸送船団を発見して追跡し、2隻の輸送船に6本の魚雷を発射し4つの命中音を確認。続く二度目の攻撃では魚雷を4本発射し、3つの命中音を確認した。一連の攻撃の末、陸軍輸送船「白耳義丸（べるぎーまる）」（大阪商船、5,838トン）を大破させた。7月5日、44日間の行動を終えてフリーマントルに帰投した。

### 第2の哨戒 1944年8月・喪失

#### 触雷沈没
8月2日、「フライアー」は2回目の哨戒で「マスケランジ」 (USS Muskallunge, SS-262) とともに南シナ海およびインドシナ半島沿岸に向かった。ルートはロンボク海峡からマカッサル海峡、セレベス海、スールー海を通過し、バラバク海峡から哨戒海域に向かうもので、フリーマントルからアメリカ潜水艦が南シナ海に向かう最短のルートであった。8月12日22時頃、バラバク海峡を浮上して航行していた「フライアー」は機雷に接触する。18ノットの速度で航行していた「フライアー」は一分にも満たない時間、20秒から30秒ほどで沈没した。クローリー艦長を含む乗組員の数名は艦橋で見張りを行っていたが、触雷の衝撃で海中に放り出された。放り出された者らは、燃料油の臭いが立ち込める暗闇の海で立ち泳ぎをしながら大声で名前を叫びながら集合した。クローリー以下14名が生き残り、その他72名の士官と兵員は艦と運命を共にした。彼らは、この地点が陸地からわずか3マイルの位置にあることを知っていたが、曇った夜に順応することができなかった。クローリーは生存者に対して、方向を決定することができるまで立ち泳ぎをするよう命令した。
この時点での生存者は、クローリーの外は以下のとおり。ジェームス・W・リデル中尉、アルヴィン・E・ジェイコブソン少尉、ウィリアム・L・レイノルズ、ジョン・E・キャセイ、パウル・ナップ、フィリップ・S・メイヤー、ウェスリー・B・ミラー、アーサー・G・ハウエル、ドナルド・P・トリマイン、ジェームス・D・ルッソ、アール・R・バウルガート、エドガー・W・ハドソン、チャールズ・D・ポープ、ジェラード・F・マテオ。

#### 生き残る乗組員
5時間後に月が昇った。月明かりで小島を十分に見渡せるようなるまでに、さらに6名の乗組員が死亡し、海は波立ち始めた。クローリーは生存者を共に行動させることができず、リデル、ジェイコブソン、ハウエル、トリマイン、ルッソ、バウルガートおよびミラーの7名に各々海岸まで自力でたどり着くよう命じた。爆発から18時間が経過した8月13日の16時頃、クローリー以下7名の生存者はマンタングラ島で集合したが、ミラーは行方不明となった。彼らはその晩は砂に穴を掘って眠り、翌朝避難所を作り始めた。マンタングラ島には真水がないことが判明し、彼らは水を求めて他の島へ移動しなければならなかった。士官は海路図に精通していたことから、西側のバラバク島か東側のバグスク島に移動するのが最良の可能性であると判断した。彼らはバグスク島への移動を決め、筏を造り始めた。材料を探している間に彼らはミラーと再会する。ミラーは島の東端に流れ着き、一晩を過ごしていた。こうして島での二日目の夜を迎える。
8月16日午後、生存者一行は干潮時にバイアン島へ出発した。二人が筏に乗って櫂で操縦し、他の者は泳いだ。彼らはようやくバイアン島にたどり着きた。8月17日、彼らはバイアン島とガブン島を隔てる水路を横断し、その日の晩をここで過ごす。翌8月18日になって、彼らは最悪の事態に遭遇する。彼らは日焼けによって水ぶくれを生じ、足は珊瑚で傷つけられていた。また、虫さされに悩まされることになる。それでも海の底は浅く、珊瑚に足を傷つけられるデメリットはあったが、歩いて横断することができた。彼らはようやくバグスク島に到着し、小さなココナッツ園で飢えをしのぐことができた。また、バグスク島は過去に人が住んでいたため、彼らはいくつかの空き家と真水でいっぱいの水槽を見つけることができた。その晩彼らは一軒の空き家で眠った。

#### 現地ゲリラとの接触
8月19日朝、一人早く起きたジェイコブソン少尉は英語が通じる若いフィリピン人のゲリラと遭遇した。ゲリラは生存者達を20名ほどが野営する彼らの野営本部へ連れて行った。ゲリラのうちの数名は沈没した潜水艦の生存者を捜索するためにバグスク島を訪れた、パラワン島からの捜索隊であった。生存者達は捜索隊が彼らではなく3週間ほど前に同水域で沈没した「ロバロー」 (USS Robalo, SS-273) の乗組員を捜していたことを知って失望した。捜索隊はボートで8月20日から3日間をかけて生存者をパラワン島のプリルヤン岬へ移動させた。彼らはそこで、バラバク島で「ロバロー」の生存者を捜索していた別の捜索隊と合流した。その後数日をかけてパラワン島の東へ移動し、彼らは8月23日にサー・ジョン・ブルックス・ポイントに設営した拠点に到着した。拠点は数日前に潜水艦で上陸した、メイヤー陸軍大佐率いるユサッフェ沿岸監視部隊の拠点でもあり、同部隊は第7艦隊司令官トーマス・C・キンケイド中将へ打電することに同意した。生存者は救援を待ったが、彼らは5マイル山側のアメリカ人のエドワーズが所有する取引所へ移動した。生存者達は第7艦隊司令官への、潜水艦での回収日時や認識信号を手配し、現地のモロ人から動力艇の借用を打ち合わせた。8月29日、クローリー以下生存者たちの収容のために、「レッドフィン」 (USS Redfin, SS-272) が差し向けられることとなったことが知らされた。

#### 救出、生還、査問委員会
8月30日の集合期日となり、他の8名の難民が一行に加わった。難民にはイギリス人家族4名、開戦時にマニラのニコルス飛行場にいて捕虜になったあと収容所を脱走したアメリカ陸軍兵士2名、アメリカ人エンジニア1名、フィンランド人1名が含まれていた。しかしながら計画は連絡地点の近くに停泊した日本の小型商船によって妨げられた。小型商船に発見される恐れがあったため信号灯は使用せず、手動電源付きの無線を使用した。「レッドフィン」は無線を受信し、近くで浮上した。「レッドフィン」は生存者を救助したことに対する報酬として、ゲリラに食物、潤滑油、医療用品、携帯兵器、弾薬および予備の靴、衣料を与えた。難民と生存者が乗艦し、モロ人の動力艇が危険から脱した後、「レッドフィン」は停泊していた小型商船に対して砲撃を行った。しかしながら商船は出航し損害を与えることができなかった。「レッドフィン」は攻撃をあきらめ、ダーウィンに向けて航行した。ダーウィンに上陸した「フライアー」の生存者は、飛行機でパースに移動した。クローリーが報告書を作成し、彼は脱出を指揮したことで殊勲章を受章した。リデル、ハウエルおよびルッソは脱出での功績を表彰され、8名は全員がパープルハート章を受章した。
クローリー以下が英雄、勇士としてもてはやされる一方、上層部、特に第77.1任務群司令官ラルフ・W・クリスティ少将以下には冷ややかな目が注がれることとなった。要は、「バラバク海峡はこれまでも何度か潜水艦が通行し、何も起こらなかった。しかし、『ロバロー』と『フライアー』が間を余り置かず蝕雷沈没した。これは上層部が敷設機雷に関する情報収集を怠って、結果的に潜水艦を続けさまに喪失させたのではないか？」というものであった。当該海域は1941年12月7日に潜水艦「伊123」が敷設したもので、1943年3月には機雷原が強化された。1944年3月には第三南遣艦隊の敷設艦「津軽」が機雷原をさらに強化していた。
クローリーの報告書が届くや否や、規定に則って査問委員会が開かれることとなった。委員長の人選が開始されたが適当な人物がおらず、キンケイド中将は合衆国艦隊司令長官兼海軍作戦部長アーネスト・キング大将に人選を依頼し、キングは大西洋艦隊潜水艦部隊司令官フリーラント・ドービン少将を査問委員会のトップとして派遣した。ドービンは9月12日にフリーマントルに到着し、クローリーや他の何人かの艦長も参加して委員会が開催された。しかし、ドービンとクリスティの間には調査に協力する姿勢が全く見られず、またドービンはクリスティの「穴」ばかり探すことに専念し、彼の普段の仕事ぶりには全く目を向けなかった。キングは後日、「クリスティと喧嘩をさせるためにドービンを送り込んだのではない」と、ドービンの姿勢に失望していた。しかし、ドービンは必要以上のあら捜しはせず、結果的にクリスティ以下は「白」と判定された。クリスティは委員会が終わると、「南シナ海に向かう際には、以後、バラバク海峡ではなくカリマタ海峡を通行すること」と指揮下の潜水艦に通告した。
「フライアー」は第二次世界大戦の戦功で1個の従軍星章を受章した。総撃沈スコアは「白山丸」 10,380トンのみだった。

## 船体発見
2009年2月1日、「フライアー」の船体は北緯7度58分43.21秒 東経117度15分23.79秒 / 北緯7.9786694度 東経117.2566083度の地点に眠っていることが確認された。この調査は生存者が残した情報に基づいて行われ、Naval History and Heritage Command の調査の結果、他のアメリカおよび日本の潜水艦が当該海域で沈没していないことが判明したため、この潜水艦が「フライアー」であると特定された。水中で撮影された映像によれば、「フライアー」は100mの海底に横たわっており、砲架とレーダーアンテナは当時のガトー級潜水艦の装備と一致していた。